# 皮膚科学
皮膚科学（ひふかがく、英: dermatology、cutaneous condition）は、主に皮膚を中心とした疾患を治療・研究する医学の一分科。外用薬、内服などの内科的治療の薬物療法に加えて、手術などの外科的治療も行う。

## 代表的な皮膚科疾患
ここでは、皮膚に発疹が出現する疾患を挙げている。

### 外傷
- 熱傷（やけど）（軽度のものから重症で植皮を要するものまで）
- 凍瘡（しもやけ）
- 凍傷
- 褥瘡（とこずれ）
- 放射線皮膚障害
- 虫刺症
- 動物咬傷
- クラゲ刺傷
- 猫ひっかき病

### 湿疹
- アトピー性皮膚炎
- 脂漏性湿疹
- 接触性皮膚炎（例：おむつかぶれ）
- 皮脂欠乏性湿疹
- 貨幣状湿疹
- 日光皮膚炎（ひやけ）
- 手湿疹
- 汗疱状湿疹
- 鬱滞性皮膚炎
- 自家感作性皮膚炎
- しいたけ皮膚炎
- 痒疹
- ビダール苔癬（Vidal苔癬）
- 紅皮症

### 蕁麻疹
- 蕁麻疹
- 血管浮腫
- 特異的なアレルギーをする病態
- アナフィラキシーショック

### 紅斑
- 結節性紅斑
- バザン硬結性紅斑
- 環状紅斑
- 多形滲出性紅斑
- Sweet病
- 持久性隆起性紅斑

### 紫斑・皮膚血管炎
- アナフィラクトイド紫斑
- ステロイド紫斑
- 慢性色素性紫斑
- 皮膚アレルギー性血管炎
- 過敏性血管炎
- 急性痘瘡状苔癬状粃糠疹（Mucha-Habermann症候群）
- 蕁麻疹様血管炎

### 血管炎一般
- 結節性多発動脈炎
- 多発血管炎性肉芽腫症
- 好酸球性多発血管炎性肉芽腫症
- 巨細胞性動脈炎
- リベド
- クモ状血管腫
- 下肢静脈瘤
- 血栓性静脈炎
- モンドール病
- 悪性萎縮性丘疹症（デゴス病）
- 下腿潰瘍
- 閉塞性動脈硬化症（ASO）

### 角化異常
- 魚鱗癬
- 乾癬
  - 尋常性乾癬
  - 滴状乾癬
  - 膿疱性乾癬
  - 関節症性乾癬（乾癬性関節炎）
- 類乾癬
- 遺伝性掌蹠角化症
- 扁平苔癬
- ダリエ病（Darier病）
- Reiter病
- ジベルばら色粃糠疹
- 毛孔性紅色粃糠疹（はたけ）
- 毛孔性苔癬 (毛孔性角化症)
- 汗孔角化症
- Papillon-Lefevre症候群（PLS）

### 水疱症
- 天疱瘡
- 水疱性類天疱瘡
- 先天性表皮水疱症
- 妊娠性疱疹

### 膿疱症
- 掌蹠膿疱症
- 角層下膿疱症

### 代謝異常症
- アミロイドーシス
- スフィンゴリピドーシス
- ヘモクロマトーシス
- クリオグロブリン血症
- ポルフィリン症
- フェニルケトン尿症
- ペラグラ
- 腸性肢端皮膚炎
- 黄色腫症
- ムチン沈着症
- 痛風（高尿酸血症）
- 石灰沈着症

### 皮膚形成異常
- 弾性線維性仮性黄色腫
- エーラス・ダンロス症候群（Ehlers-Danlos症候群）
- 皮膚弛緩症
- マルファン症候群（Marfan症候群）
- 骨形成不全症

### 肉芽腫性疾患
- サルコイドーシス
- 環状肉芽腫
- 異物肉芽腫
- 肉芽腫性口唇炎
- リポイド類壊死症
- Weber-Christian病

### 膠原病
- 全身性エリテマトーデス (SLE)
- 皮膚エリテマトーデス (DLE)
- 深在性エリテマトーデス
- 抗リン脂質抗体症候群
- シェーグレン症候群 (SjS)
- 皮膚筋炎 (DM)
- 全身性強皮症 (SSc)
- 限局性強皮症
- 混合性結合組織病 (MCTD)
- オーバーラップ症候群
- 結節性多発動脈炎 (PM)
- 成人スティル病（成人Still病）
- 好酸球性筋膜炎
- 関節リウマチ(RA)
- リウマチ熱
- レイノー病
- 川崎病
- ベーチェット病

### 感染症

#### 細菌
- 蜂窩織炎
- 丹毒
- 壊死性筋膜炎―ガス壊疽
- 癤（せつ）
- 癰（よう）
- 痤瘡（にきび）
- 伝染性膿痂疹（とびひ）
- 汗腺膿瘍（あせものより）
- ブドウ球菌性熱傷様皮膚症候群（SSSS）
- 慢性膿皮症
- 梅毒
- 皮膚結核（尋常性狼瘡・皮膚腺病・皮膚疣状結核）
- 非定型好酸菌感染症
- ハンセン病（旧称:らい病）

#### ウイルス
- 水痘
- 帯状疱疹
- 単純ヘルペス
- カポジ水痘様発疹症
- 麻疹
- 風疹
- 伝染性紅斑（りんご病）
- 突発性発疹
- 手足口病
- ジベルばら色粃糠疹
- Gianotti病（B型急性肝炎）
- 伝染性単核球症（EBウイルス感染症・サイトメガロウイルス感染症）
- 伝染性軟属腫（水イボ）
- 疣贅（イボ）

#### 真菌
- 白癬（いわゆる水虫・いんきん・たむし・しらくも）
- ケルズス禿瘡（Celsus禿瘡）
- 皮膚カンジダ症
- 癜風
- マラセチア毛包炎
- スポロトリコーシス
- クロモミコーシス

#### その他
- 疥癬
- ツツガムシ病
- ライム病
- 毛じらみ症
- 頭じらみ症
- リーシュマニア症

### 母斑
- 表皮母斑
- 脂腺母斑
- 色素性母斑（ほくろ）
- 青色母斑
- 蒙古斑
- 血管腫（ポートワイン母斑・苺状血管腫）
- 貧血母斑
- リンパ管腫

### 良性腫瘍・色素異常症
- 胼胝（たこ）
- 鶏眼（うおのめ）
- 色素性母斑(ほくろ）
- 汗管腫
- 尋常性白斑（しろなまず）
- 肝斑（シミ）
- 雀卵斑（そばかす）
- 老人性色素斑（日光黒子、年寄りのシミ）
- 脂漏性角化症（年寄りのいぼ）
- 表皮嚢腫（角質嚢腫・粉瘤腫）
- 脂肪腫
- 血管腫
- 石灰化上皮腫
- 粘液嚢腫
- ガングリオン
- 神経線維腫
- 皮膚線維腫
- 毛細血管拡張性肉芽腫
- 肥厚性瘢痕
- ケロイド
- アクロコルドン（軟性線維腫、スキンタッグ）
- 木村病
- 肥満細胞腫

### 悪性腫瘍
- 日光角化症
- Bowen病
- 基底細胞癌
- 有棘細胞癌
- ケラトアカントーマ
- メルケル細胞癌
- 悪性黒色腫
- ページェット病（Paget病）
- 菌状息肉腫
- セザリー症候群
- 皮膚悪性リンパ腫
- 転移性皮膚癌（他の癌の皮膚への転移）

### 脂腺・汗腺の疾患
- 痤瘡（にきび）
- 酒皶（あから顔）
- 酒さ様皮膚炎
- 汗疹（あせも）
- 多汗症
- 汗疱
- 汗疱状湿疹
- 腋臭症（わきが）
- 老人性脂腺増殖症

### 毛髪疾患
- 円形脱毛症
- 壮年性脱毛症
- トリコチロマニア（抜毛癖・精神疾患）

### 爪疾患
- 爪囲炎
- 陥入爪
- 爪の変形
- 爪の色素異常症

### その他の疾患
- デルマドローム
- 薬疹
- 中毒疹
- 光線過敏症
  - ペラグラ
  - 色素性乾皮症

## 皮膚科の代表的な検査
- ガラス圧法
- 皮膚真菌検査（KOH検査）
- 生検（病理検査）
- ダーモスコピー
- 貼布試験（パッチテスト）
- プリックテスト
- ツァンク試験
- 細菌培養検査
- ウッド灯検査

## 皮膚科の代表的な治療
- 皮膚外用療法
- 紫外線療法（PUVA療法、ナローバンドUVB療法）
- ケミカルピーリング
- 液体窒素療法
- イオントフォレーシス
- 内服療法
- 手術
- レーザー療法